# 天津英租界工部局

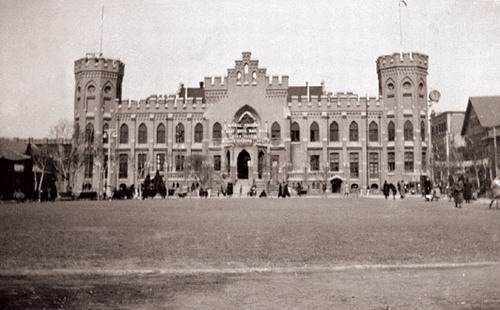
原天津英租界工部局大楼戈登堂

天津英租界工部局（英語：Tianjin British Municipal Council），也译作驻津英国工部局，是设置于天津英租界内的最高行政机构，也是天津英租界董事会的执行机构。成立于清同治元年（1862年），总部设在当时天津英租界的维多利亚道（今和平区解放北路）东侧，维多利亚花园（今解放北园）北侧的戈登堂内。清光绪二十五年（1899年），天津英租界推广租界的董事会下也成立天津英租界推广租界工部局，组织状况与天津英租界工部局基本相同。1919年1月，天津英租界原订租界、天津英租界推广租界与天津英租界墙外租界合并，组成一个统一的天津英租界工部局，其组织状况与原天津英租界工部局基本相同。

## 形成
天津英租界成立之初，租界地由英国驻天津的领事馆直接管辖，后来，随着天津英租界里的侨民逐渐增多，租界里的行政管理权逐渐移交给英国本国的侨民，天津英租界便建立起了自己的行政机构。清同治元年（1862年），天津英租界率先在租界里建立起天津英租界董事会，董事会下设的执行机构为天津英租界工部局

## 董事会
天津英租界董事为天津英租界内的统治主体和决策机关，董事由天津英租界里的纳税人推选产生，任期为一年，任满全体董事改选。清光绪二十五年（1899年）以前，天津英租界董事会由五名董事组成，均为英籍人士，后来董事名额增至九名。清光绪二十八年（1902年），天津美租界并入天津英租界时，英美双方规定董事会中至少有五人为英籍，一人为美籍。后来，《驻津英国工部局1918年章程》规定，天津英租界董事会的董事名额必须为五人以上，其中，至少有五名为英籍。1926年，天津英租界董事会设中籍董事二人。1927年，天津英租界董事会中中籍董事席位增至三个。1930年以后，又增加一名中国籍副董事长。天津英租界董事会负责天津英租界中的一切应行事务，如：租界章程、任免官吏、买卖公产、筹措财政、捐税和经营公有设备及公用事业等事务。

## 执行机构

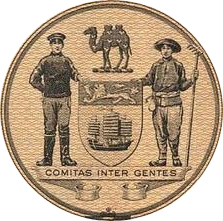
工部局局徽

天津英租界董事会设立之后，也相继成立了董事会的执行机构：天津英租界工部局。天津英租界工部局直接或间接地受英国驻中国领事馆和英国外交部的领导。当时的天津英租界工部局设财政处、工程处、警务处、电处务、水道处和卫生医官处等处。此外，天津英租界内还先后设立过六个由天津英租界工部局和其订立保管契约的保管团，分别为：红墙道球场保管团（今新华路体育场）、债券保管团、空地保管团、英文学堂保管团（今天津市第二十中学）、天津公学保管团（今耀华中学）和养老金保管团。此外，天津英租界工部局还设有八个市政委员会：电气委员会、医务委员会、自来水委员会、工程委员会、机要会计委员会、学校委员会、警备委员会、义勇队委员会。这八个市政委员会的委员由天津英租界董事分别兼任，董事长兼任各委员会委员。

## 工部局大楼

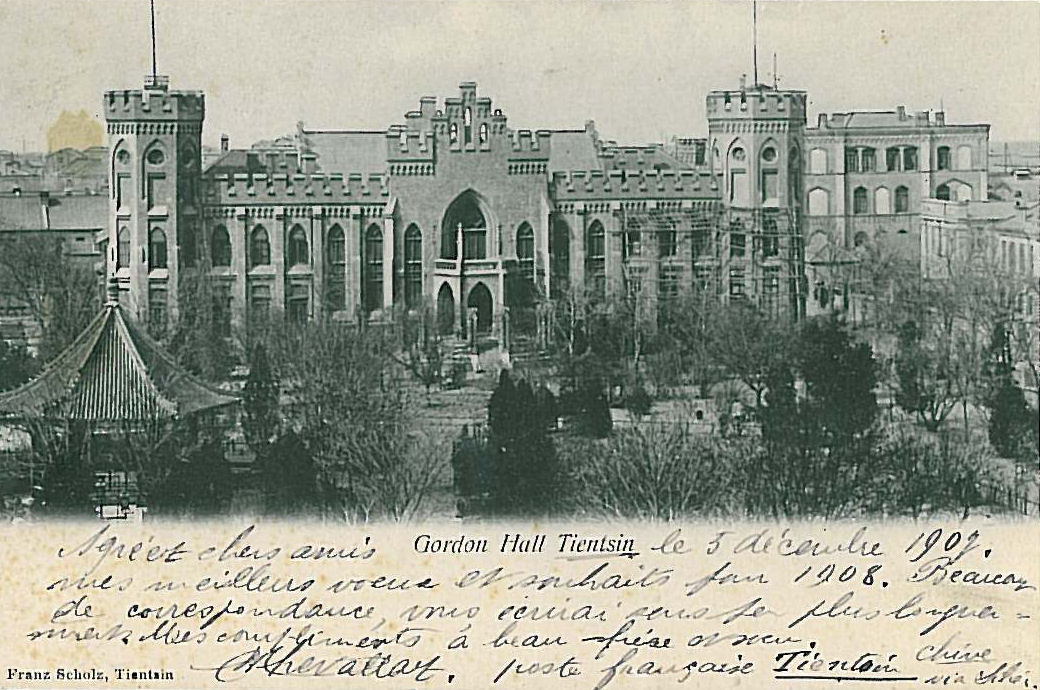
1907年明信片上的戈登堂

作为天津英租界工部局大楼的戈登堂（英語：Gordon Hall）始建于1890年，坐落于当时天津英租界的维多利亚道（今和平区解放北路）东侧，维多利亚花园（今解放北园）北侧，原是马术训练场，戈登堂由天津英租界工部局董事长、英籍德国人、天津海关税务司德璀琳建议修建，由Chambers设计，共投资32，000两白银。这座规模宏大的2层建筑属于中古时期城堡风格，青砖外墙，屋檐为雉堞垛口状女儿墙，两端为八角形的塔楼，视野开阔。中间的楼门向前突出，以便于市民接近参与。在1890年的戈登堂落成典礼上，直隶总督李鸿章、美国驻华公使田贝、各国驻天津领事和天津道余昌宇，以及轮船招商局经理和外国驻天津领事都应邀参加，戈登的巨幅照片挂在会场的中央。直隶总督兼北洋大臣李鸿章在盛赞戈登的军事指挥才能后，宣布大楼正式开放，并把两把扎着灰、红两色缎带的银钥匙交给了德璀琳。1892年2月3日，天津英租界当局为李鸿章在戈登堂举办70岁生日宴会。李鸿章出资在戈登堂里修了一个舞台，使戈登堂从此成为英租界一个条件优越的公共娱乐场所，甚至逐渐取代了侨民俱乐部兰心戏院的地位。1922年，天津英租界纳税人大会决定重建一座新的工部局大楼，后来计划因故搁浅，戈登堂继续作为天津英租界市政厅来使用直至1945年。1976年唐山大地震后，该楼被损坏，不久拆除，在原址上建成新的天津市人民政府大楼，只有后面的天津英租界消防队旧址，还保存着当年的建筑原貌。2010年，原戈登堂后面的天津英租界消防队旧址也被拆除。

## 结束
1941年12月8日，太平洋战争爆发的当日，日军进驻天津英租界。1942年2月18日，日本宣布将天津英租界移交给汪精卫政府。3月29日，举行了移交仪式。1945年，抗日战争胜利后，中国国民政府宣布正式收回天津英租界。天津英租界工部局宣告结束。

## 相关著作
- 天津市档案馆. . 天津: 天津人民出版社. 2022. ISBN 9787201121420.
- 天津市档案馆. . 天津: 天津古籍出版社. 2013. ISBN 9787552800678.
- 天津市档案馆，南开大学分校档案系. . 天津: 天津人民出版社. 1992-04. ISBN 7201005448.